# Tjänstemannaskydd
Tjänstemannaskydd innebär att den som hotar eller misshandlar vissa yrkesutövare i Sverige i deras tjänst, eller som hämnd för handling i tjänsten, gör sig skyldig till våld eller hot mot tjänsteman.
Några yrken som åtnjuter tjänstemannaskydd i sin myndighetsutövning är poliser, tulltjänstemän, skyddsvakter och ordningsvakter. Tjänstemän inom sjukvård, socialtjänst räddningstjänst samt lärare har i egenskap av att utöva samhällsnyttig verksamhet samma skydd som myndighetsutövare. Vissa befattningshavare har också motsvarande skydd genom särskilda bestämmelser exempelvis väktare, viss utländsk polis- eller tullpersonal, taxichaufförer, trafiktjänstemän (lokförare, tågvärdar, biljettkontrollanter och busschaufförer m.f.) samt luftfartsskyddspersonal.